# Catualda
Catualda was een Marcomannische edelman die door koning Maroboduus verbannen werd. Aangezien dit het eerste is dat de primaire bron Tacitus in zijn Annales over Catualda vertelt is niet duidelijk waarom het conflict tussen de twee ontstond.
Rond het jaar 19, toen Maroboduus' macht sterk aan het afnemen was vond Catualda de tijd rijp zich te wreken op de Marcomannische koning. Hij drong door in het hartland van de Marcomanni en riep zichzelf tot koning uit. Maroboduus vluchtte naar Ravenna waar hij politiek asiel van Tiberius kreeg. Militaire steun tegen Catualda kreeg hij echter niet.
Catualda verging het vervolgens niet goed. Door de vijanden die nog steeds actief tegen hem waren, werd de Hermunduren gevraagd zich tegen Catualda te keren. Catualda werd door de Hermunduren verdreven en ging opnieuw in ballingschap; nu in Forum Julium, het huidige Fréjus